# 割烹着

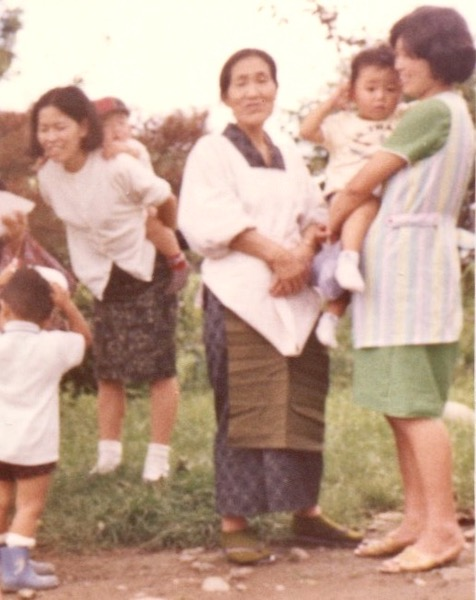
和服に割烹着の女性（1969年）

割烹着（かっぽうぎ）は、衣服の汚れを防ぐために羽織って着るエプロンの一種。日本で考案されたもので、着物の上から着用できる。
女性が家事労働をする際に着物を保護するために考案されたもので、着物の袂が納まるよう広い袖幅（袖の太さ）と手首までの袖丈（袖の長さ）であり、おおむね身丈は膝まである（着物並みの身丈の割烹着もある）。紐は肩のうしろと腰のうしろで共布の紐で結ばれる。袖口にゴムを通すこともあり、ポケットがあるものもある。白が多いが、灰色やピンク、水色など様々な色が存在する。綿が多いがポリエステルなど化繊で出来たものも多い。フリルがついたものも存在する。

## 用途・特徴

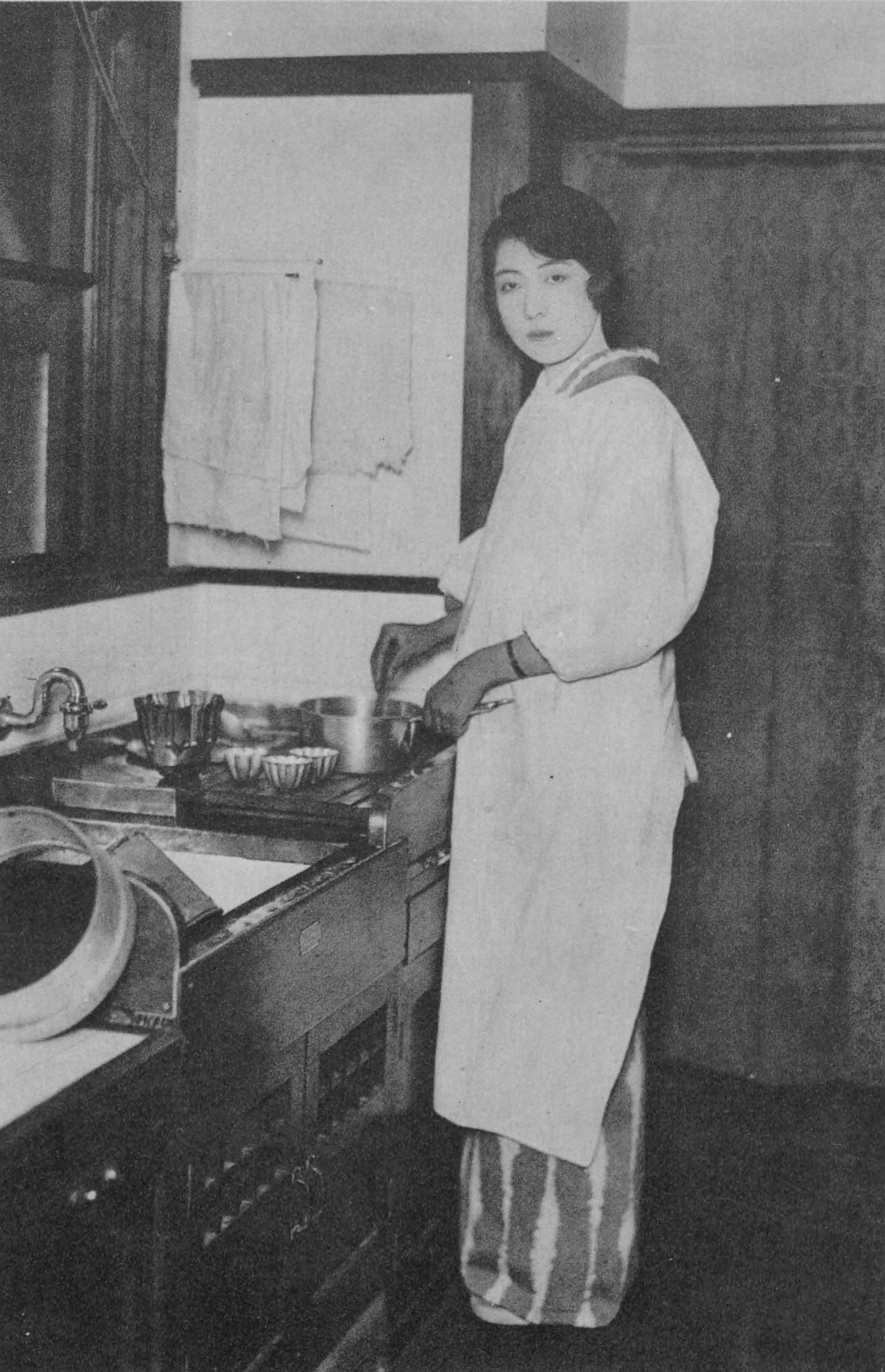
元皇族・清棲敦子の割烹着姿。1920年代

- 調理や掃除などの際、衛生上の問題や、着物が汚れるのを防ぐために着用する。
- 着用には襟と腰2箇所にある紐を用いて、背中で結ぶものが多い。
- 昭和中期までは襟周りがV字型や角ばっているものが主流であったが、現在の割烹着の多くは、襟周りが丸くなっている。
- 腕回りは非常に余裕（ダブつき）がある。

## 歴史
発祥と考案者については諸説あるが、1905年（明治38年）9月1日刊行の雑誌『月刊 食道楽』第1巻第5号に、赤堀割烹教場における女性たちの割烹着姿の写真が掲載されており、このころにはすでに現在のものに近い形になっていたことがわかる。

### 赤堀割烹教場の割烹着
赤堀割烹教場（1882年〈明治15年〉創立）の赤堀峯吉（初代、峯翁）が、受講者である良家の妻女のよそ行きの着物を保護するために考案したという説がある。それまでのたすき掛けと前垂れの組み合わせの代わりに、着物を保護し暖かくかつ動きやすくするための工夫が施されている。形の一応の完成をみたのが1902年（明治35年）、もしくは1904年（明治37年）ごろ。この割烹着はさらに改良を施され、料理だけでなく、掃除洗濯などの際にも「作業着」として用いられるようになっていった。

### 日本女子大学校の割烹着
日本女子大学校（1901年〈明治34年〉創立、現在の日本女子大学）の女子学生により、自学自動の教育方針の下、実験の際に使う作業着として開発されたという説もある。赤堀割烹教場関係者の赤堀峯吉は日本女子大学校開校当時の名簿に日本料理の嘱託教師として名を連ね、また赤堀菊（菊子）は「日本女子大学校教授」という肩書を共著に記している。赤堀料理学園第5代校長を務めた赤堀千恵美は「赤堀菊は当時次々と創立された女子大で教えた際にこれを紹介し」としている。割烹着は料理教室の受講者や女子大出身者を介して徐々に一般家庭の台所にも浸透していった。

### 村井多嘉子の割烹着

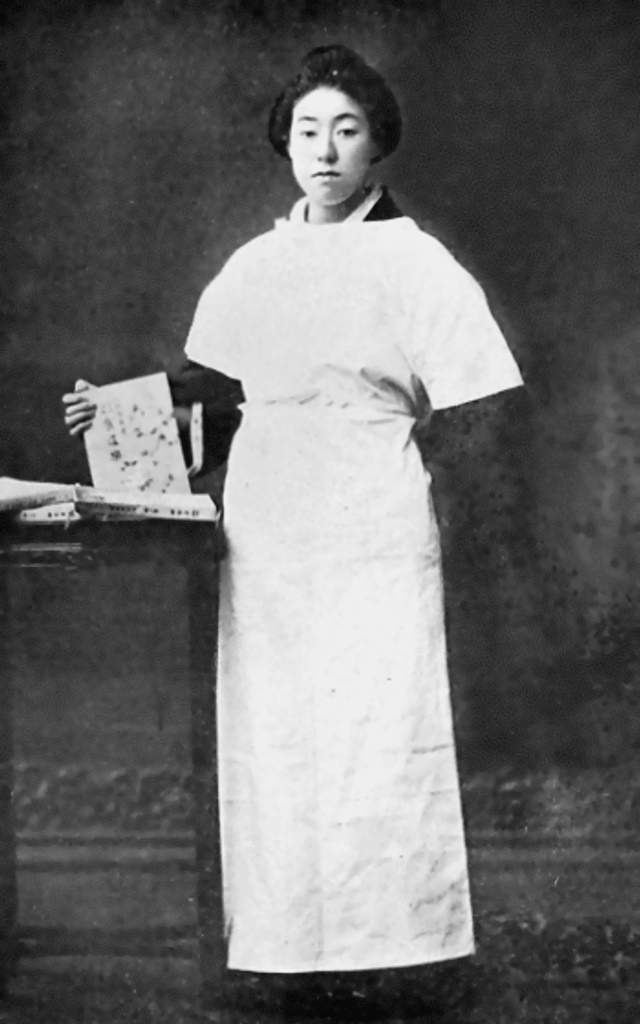
自身で考案した割烹着を着た村井多嘉子

料理研究家の村井多嘉子が考案したという説もある。村井は1906年（明治39年）に『月刊 食道楽』で「音羽嬢式台所上衣」という名前で割烹着を発表した。

### 婦人之友掲載の「家庭用仕事着」
1913年（大正2年）発行の雑誌『婦人之友』79号には笹木幸子考案の「家庭用仕事着」が掲載された。この仕事着は白いキャラコではなく細かい格子縞の地味な木綿であった。

### カフェーの職業着
昭和時代初期に隆盛した風俗営業の「カフェー」では、襟周りや裾にレース飾りを付けた割烹着を制服としていた店もあった。

### 国防婦人会と割烹着
昭和期には白い割烹着は一般の主婦にすっかり浸透していた。1932年（昭和7年）に大阪で発足した国防婦人会は「国防は台所から」というスローガンを掲げ、千人針、出征兵士の見送り、廃品回収による国防献金、軍人遺族の慰問などの諸活動をおこなったが、そのトレードマークになったのが割烹着に襷掛けという会服で、彼女たちは奉仕の場面だけではなく公式の場にも、割烹着姿で臆せずでかけていった。この会服は「着物競争」に陥りがちな愛国婦人会にくらべ、より広汎な大衆動員を可能にしたといえる。1941年（昭和16年）には愛国婦人会と大日本連合婦人会を吸収、統合して大日本婦人会となった。しかし、戦況が悪化し本土決戦が近づくと、それにそなえて大日本婦人会は解散、また、急速に物資が欠乏して木綿も入手できなくなったため、婦人の服装ももんぺ姿へと変わっていった。

## 着脱

### 着る
着物の上から割烹着を着用する場合、以下の手順が一般的である。
1. 襟紐（えりひも）を持ち、割烹着掛け（かっぽうぎかけ）から割烹着を外し、襟紐を解く。
このとき割烹着の外側に素手や着物が触れないようにする。
2. 割烹着を広げる。
3. 割烹着の襟紐を持ってから、割烹着の外側だけに触れるようにして、袖山（そでやま）を滑らすように伸ばし、片方ずつ袖を通す。
このとき割烹着の外側に素手が触れないようにする。
4. 手を袖から出す。手が出にくい場合は、割烹着の内側から反対の袖を引き上げる。外に出た手で襟元を引っ張り、もう片方の手を出す。
5. 襟紐を結ぶ。
このとき割烹着の裏地の、着込んでいる着物の帯締（おびじめ）の位置に調節紐がある場合は調節紐を帯締めに結わえる。
6. 腰紐を後ろに回して前で結ぶ。
このとき袖口が紐の場合は腰紐の後に結ぶ。

### 脱ぐ
割烹着を脱いで割烹着掛けに掛けるのには、以下の手順が一般的である。
1. 腰紐を解き、手洗いをし、襟紐を解く。左手で割烹着の袖の内側を持ちながら右手を引く。
2. 割烹着の内側に入れた右手で左手の割烹着を押さえながら左手を割烹着から引いて脱ぐ。
3. 割烹着が身体に触れないように離れて襟紐を持ち、襟元を合わせる。
4. 襟紐を結び、内側が外になるようにして割烹着掛けに掛ける。

## 割烹着型給食白衣
給食を分配したり配膳したりする者は、衛生的な衣服を着用する必要がある。

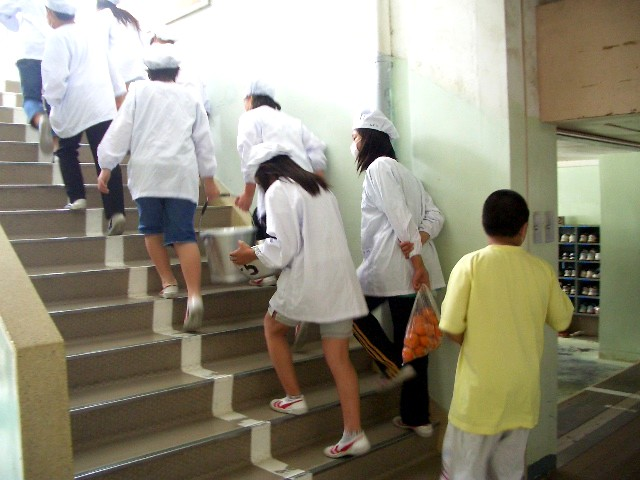
割烹着型ではない、貫頭型の学校給食白衣

現代日本の学校給食の場合、何かと衣服を汚しがちな子供に対処するということもあるが、衛生面への配慮を第一としたうえで、給食専用服を着る決まりになっている。名称については、「給食白衣（きゅうしょくはくい）」、「給食衣（きゅうしょくい）」、「給食着（きゅうしょくぎ）」「学童給食着（がくどうきゅうしょくぎ）」等々、様々にあって統一されていない。そして、そのような服の代表的な形態の一つに「割烹着型（ - がた）」なるものがあり、「割烹着型給食白衣」「給食割烹着」など様々な名称で呼ばれている。割烹着型は構造がエプロンであることを条件とし、例えば右に示した画像にあるような “上から腕・頭・胴を通して着る貫頭タイプ” や、“前で留める前開きタイプ” などとは異なる構造になっている。もっとも、一般人は割烹着が何であるかを正確に知っているとは限らないため、割烹着型でないものをその名で呼んでいる例は、あるものと考える。また、「白衣」が多義語であることから、「（学校）給食白衣」などという表現が用いられた場合に、どのタイプを指しているのかをこの語だけで判別するはできない。
2013年（平成25年）4月、食品メーカーのフジッコが “給食白衣のようにも見える割烹着を着た、小さな女の子のイメージモデル” として企業広告キャラクター「ふじっ子ちゃん」を立ち上げた。この可愛らしいキャラクターは人気を得て定着し、初代の田牧そらから2代目の元倉あかりへと引き継がれている。フジッコは衣装のコンセプトを語っていないが、家庭的な味を売りにするこの企業が訴求したいのは、給食白衣ではなく割烹着を着て家庭で料理をするイメージであろう。